# Malahitno zelenilo
Malahitno zelenilo ili malahitno zelena je organski spoj koji se koristi kao bojilo i kontroverzno kao antimikrobno sredstvo u akvakulturi. Malahitno zelena tradicionalno se koristi kao boja za materijale poput svile, kože i papira. Unatoč svom nazivu, boja se ne priprema od minerala malahit (bazični bakrov karbonat), a naziv je nastao samo zbog sličnosti boje. Malahitno zelenilo je vrsta triarilmetanskog bojila i također se koristi u industriji pigmenata. Formalno, malahitno zelena odnosi se na kloridnu sol [C6H5C(C6H4N(CH3)2)2]Cl, iako se izraz malahitno zelena koristi nepotpuno i često se odnosi samo na obojeni kation. Na tržištu se nalazi i oksalatna sol. Anioni nemaju utjecaja na boju. Snažna zelena boja kationa rezultat je snažnog upijajućeg pojasa svjetlosti na 621 nm.
Malahitno zelena priprema se kondenzacijom benzaldehida i dimetilanilina dajući leuko malahitno zelenilo (LMG):
C6H5CHO + 2 C6H5N(CH3)2 →  C6H5CH(C6H4N(CH3)2)2 + H2O
Drugo, ovaj bezbojni leuko spoj, srodnik trifenilmetana, oksidira se u kation koji je malahitno zelena:
C6H5CH(C6H4N(CH3)2)2 + HCl + 1/2 O2 → [C6H5C(C6H4N(CH3)2)2]Cl + H2O
Tipično oksidacijsko sredstvo je manganov dioksid. Hidroliza malahitno zelene daje alkohol:
[C6H5C(C6H4N(CH3)2)2]Cl + H2O → C6H5C(OH)(C6H4N(CH3)2)2 + HCl
Ovaj je alkohol važan jer on, a ne malahitno zelena, prelazi stanične membrane. Kad uđe u stanicu, metabolizira se u leuko malahitno zelenu. Samo je kation malahitno zelene zeleno obojen, dok derivati leuka i alkohola nisu. Ova razlika nastaje jer samo kationski oblik ima produženu pi-delokalizaciju, što omogućava molekuli da apsorbira vidljivu svjetlost.

## Triarilmetanska bojila
Triarilmetanska bojila su bojila koja se izvode strukturno od bezbojnog trifenilmetana (C6H5)3CH. Najčešća među njima su trifenilmetanska, a manji dio pripada derivatima difenil-naftilmetana C10H7·CH·(C6H5)2. U para-položaju prema centralnom ugljikovu atomu moraju se u molekuli nalaziti na arilnim grupacijama najmanje dvije auksokromne skupine. Kromofor je ove skupine p-kinonoidna grupacija O=C6H4=O, odnosno 0=C6H4=NH. Prema broju i karakteru auksokromnih grupa dijele se ta bojila na trifenilmetanske derivate s dvije amino-grupe, na iste derivate s tri amino-grupe, na hidroksi-trifenilmetanske derivate, aminohidroksi-derivate i derivate difenilnaftilmetana. U svakoj od ovih grupa nalaze se bojila različitih svojstava bojenja: bazna, kisela, močilna i bojeni lakovi. Ako molekula bojila sadrži grupu —COOH u o-položaju prema grupi —OH, bojilo je močilno. Uvođenjem sulfonskih grupa u molekulu dobivaju se od baznih bojila kisela. Sulfonske grupe koje se nalaze u o-položaju prema centralnom ugljikovom atomu povećavaju postojanost prema alkalijama. Bojeni lakovi nastaju od baznih bojila taloženjem s fosformolibdenskom ili fosforvolframskom kiselinom. Trifenilmetanskim bojilima postižu se neobično živahna, briljantna i čista obojenja crvene, ljubičaste, modre i zelene boje, ali su im postojanosti općenito niske, osobito na svjetlu i prema alkalnoj obradi. Zbog toga im upotreba sve više opada u korist postojanih bojila. Bazni predstavnici se najviše upotrebljavaju za bojenje svile i močenog pamuka, a kiseli i močilni za bojenje vune. Najveće količine ovih bojila troše se izvan tekstilne upotrebe, i to za bojenje papira, drveta, šibica, u proizvodnji grafičkih boja, za tinte, kao boje u kozmetici i prehrambenoj industriji.

### Diamino-derivati trifenilmetana
Od diamino-derivata trifenilmetana valja u prvom redu spomenuti malahitno zelenilo, C.I. 42000. Patent plavo V, C.I. 42051, priprema se kondenzacijom m-hidroksibenzaldehida s 2 mola dietilanilina, sulfuriranjem i oksidacijom, a dolazi na tržište kao kalcijeva sol. Uz upotrebu benzaldehid-2,4-disulfonske kiseline i dietilanilina nastaje Patentblau VF, C.I. 42045; ako se mjesto dietilanilina uzme etilbenzil-anilin, dobiva se Patentblau A, C.I. 42080.

## Slike
| | |                                                                    |
| Pripravak Bacillus subtilis koji prikazuje endospore obojene malahitnom zelenom bojom (vegetativne stanice obojene ružičastom bojom šafranina). | Schaeffer-Fultonova metoda bojenja endospore Bacillus cereus (jednotjedna kultura na hranjivom agaru). Plavozeleni ovali su endospore. Vegetativne stanice su crvene. Ukupno povećanje od 1000 puta. | Malahitno zelena primijenjena na lososu koji je ozlijeđen u mreži. |